# Maxomys inas
Maxomys inas es una especie de roedor de la familia Muridae.

## Distribución geográfica
Se encuentra sólo en Malasia.  